# Michele Di Pace
Michele Di Pace (* 12. Mai 1960 in Barletta) ist ein ehemaliger italienischer Sprinter.
1982 wurde er über 200 Meter nationaler Hallenmeister und gewann Bronze bei den Leichtathletik-Halleneuropameisterschaften in Mailand.
Seine persönliche Bestzeit über diese Distanz von 21,07 s stellte er am 21. Juli 1982 in Rom auf.